# Žirovnica (Slovénie)
Pour les articles homonymes, voir Žirovnica.
Žirovnica (en allemand : Scheraunitz) est une commune située dans le nord-ouest de la  Slovénie.

## Géographie
La commune est située dans la région historique de Haute-Carniole, près de la frontière avec l’Autriche. Elle se trouve dans la vallée de la Save (Sava Dolinka) entre les Alpes juliennes au sud et les Karavanke au nord, au pied du Veliki Stol. On y trouve également l'Ajdna, une montagne de 1046 m. Deux centrales hydroélectriques sont présentes dans la région depuis 1914 et 1952. 
Les communes voisines sont Bled au sud, Jesenice à l'ouest, ainsi que Radovljica et Tržič à l'est. 

### Villages
Les villages qui composent la commune sont Breg, Breznica, Doslovče, Moste, Rodine, Selo, Smokuč, Vrba, Zabreznica et Žirovnica.

## Personnalités
- Matija Čop (1797-1835), linguiste;
- Anton Janša (1734-1773),  apiculteur et un peintre, né au village de Breznica ;
- France Prešeren (1800-1849), poète, né au village de Vrba ;
- Andrej Križaj (né en 1986), skieur alpin.

## Démographie
Entre 1999 et 2021, la population de la commune a très légèrement augmenté et approche des 4 500 habitants,.
Évolution démographique
| 1999  | 2000  | 2001  | 2002  | 2003  | 2004  | 2005  | 2006  | 2007  |
| ----- | ----- | ----- | ----- | ----- | ----- | ----- | ----- | ----- |
| 4 009 | 4 059 | 4 086 | 4 112 | 4 171 | 4 177 | 4 185 | 4 202 | 4 232 |
| 2008  | 2009  | 2010  | 2011  | 2012  | 2013  | 2014  | 2015  | 2016  |
| 4 258 | 4 288 | 4 331 | 4 370 | 4 424 | 4 383 | 4 392 | 4 378 | 4 360 |
| 2017  | 2018  | 2019  | 2020  | 2021  |       |       |       |       |
| 4 408 | 4 404 | 4 384 | 4 425 | 4 465 |       |       |       |       |